# Nils Hellsten (gimnastyk)
Nils Robert Hellsten (ur. 7 października 1885 w Sztokholmie, zm. 14 listopada 1963 tamże) – szwedzki gimnastyk.

## Życiorys
Na Igrzyskach wystąpił w ich letniej edycji z 1908 w Londynie, gdzie zdobył złoty medal w drużynowych zawodach gimnastycznych.